# Tristoma integrum
Tristoma integrum är en plattmaskart. Tristoma integrum ingår i släktet Tristoma och familjen Capsalidae. Inga underarter finns listade i Catalogue of Life.